# Sourdeval
Sourdeval is een plaats en gemeente in het Franse departement Manche in de regio Normandië. De plaats maakt deel uit van het arrondissement Avranches. Sourdeval telde op 1 januari 2018 2.716 inwoners.

## Geschiedenis
Sourdeval was de hoofdplaats van het gelijknamige kanton tot dat op 22 maart 2015 werd opgeheven en de gemeenten werden opgenomen in het op die dag gevormde kanton kanton Le Mortainais. Op 1 januari 2016 werd de aangrenzende gemeente Vengeons opgenomen in de gemeente Sourdeval, die daardoor de commune nouvelle kreeg. De oppervlakte van de gemeente nam toe van 36,12 tot 36.12 km² en de bevolkingsdichtheid van de gemeente is per 1 januari 2018 75,2 inwoners per km².

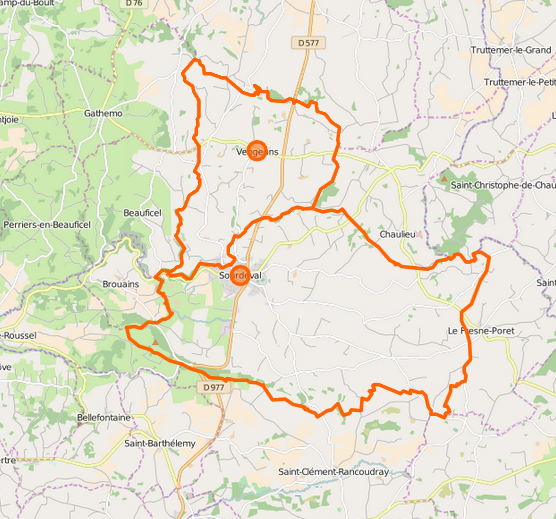
De gemeente met Vengeons in het noordwesten

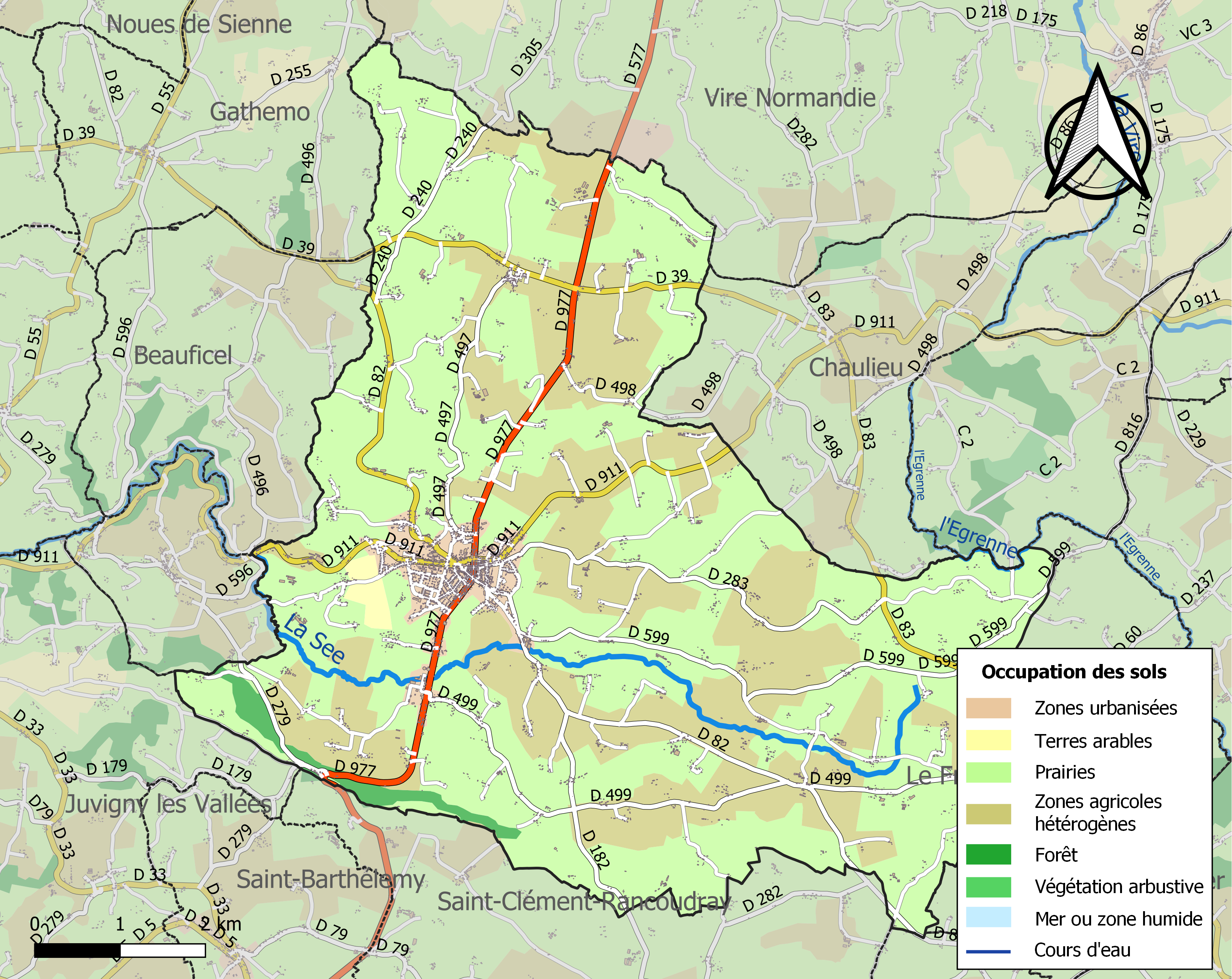
Kaart van de gemeente met de belangrijkste infrastructuur, bodemgebruik en omliggende gemeenten

## Demografie
Onderstaande figuur toont het verloop van het inwonertal (bron: INSEE-tellingen).